# Ottův divadelní slovník
Ottův divadelní slovník je základní dílo české divadelní literatury, obsahující informace o evropských hercích a herečkách, divadelních režisérech, ředitelích a dramaticích. Slovník zůstal nedokončen, obsáhl pouze hesla po písmeno G (Aabel – Gatty).

## Dílo online
- KAMÍNEK, Karel; ENGELMÜLLER, Karel. Ottův divadelní slovník. Praha: Otto, 1914-1919. Dostupné online.